# José Málaga Cutipe
José Luis Antonio Málaga Cutipe (Tacna, 17 de agosto de 1963-Arequipa, 12 de septiembre de 2024) fue un economista, ganadero y político peruano. Fue consejero regional de Tacna entre 2019 y 2022. Asimismo, fue alcalde provincial de Jorge Basadre durante dos periodos entre 2010 y 2018, regidor de la provincia de Jorge Basadre entre 2007 y 2010, alcalde del distrito de Ite entre 1999 y 2002 y regidor de ese mismo distrito entre 1993 y 1998.
Nació en Tacna, Perú, el 17 de agosto de 1963, hijo de Luis Idelfonso Málaga Lira y María Esther Cutipe Cámara. Cursó sus estudios primarios y secundarios en la ciudad de Tacna. Entre 1981 a 1987 cursó estudios técnicos de economía en la Universidad Católica de Santa María de Arequipa.
Su primera participación política se dio en las elecciones municipales de 1993 en las que fue elegido como regidor del distrito de Ite siendo reelegido para ese cargo en las elecciones de 1995. En las elecciones municipales de 1998 fue elegido para como alcalde de ese distrito. En las elecciones municipales del 2006 fue elegido como regidor de la provincia de Jorge Basadre y en las elecciones municipales del 2010 fue elegido alcalde de esa provincia siendo reelegido en las elecciones municipales del 2014. Participó en las elecciones regionales del 2018 en las que fue elegido como consejero regional por la provincia de Jorge Basadre.
Falleció el 12 de septiembre del 2024 en la ciudad de Arequipa.